# Waffen-SS
La Waffen-SS (littéralement « escadron de protection en armes » en allemand) est la branche militaire de la Schutzstaffel (SS), dont elle constitue l'une des composantes les plus importantes avec la SS générale (Allgemeine SS), le service de sécurité (Sicherheitsdienst) et les unités à tête de mort (SS-Totenkopfverbände).
Conçue en novembre 1939 par Heinrich Himmler comme une armée raciale et politique sous son commandement, elle est à l'origine uniquement constituée de nationaux-socialistes convaincus, soumis à de sévères critères de sélection notamment basés sur les théories raciales nazies. Elle agrège initialement à la SS-Verfügungstruppe, la division « Totenkopf », la division « Das Reich », la division « Polizei », les écoles d'officiers SS, la division « Leibstandarte Adolf Hitler » et divers services administratifs. Au fil du temps, et surtout à partir de la fin de l'année 1942, elle intègre des troupes de toutes origines, des Volksdeutsche (personnes d'origine germanique nées hors du Reich) et des malgré-nous alsaciens et mosellans dans une première phase, puis des personnes essentiellement issues des pays occupés, de la Belgique à l'Albanie, du Danemark à l'Ukraine, sans se soucier de leur éventuelle origine germanique. Ces unités composées de dits « volontaires étrangers de la Waffen-SS » deviennent largement majoritaires à partir de 1944, avec près de sept cent mille hommes sur un total d’environ un million de membres de la Waffen-SS pendant toute la durée du conflit. Avec des motivations diverses, allant de l'engagement nazi ou des convictions anticommunistes jusqu'aux conflits ethniques locaux, les unités étrangères de la Waffen-SS furent un appoint important aux opérations militaires allemandes.
Présentes sur tous les fronts depuis la fin de la bataille de France jusqu'en 1945, à l'exception de l'Afrique du Nord, les unités de la Waffen-SS se révélèrent d'engagement variable : nombre d'entre elles firent preuve d'une grande combativité, essentiellement sur le front de l'Est, à partir de 1941. Elles se singularisèrent par le nombre de leurs exactions et de leurs crimes sur tous leurs théâtres d'opérations.

## Naissance de la Waffen-SS

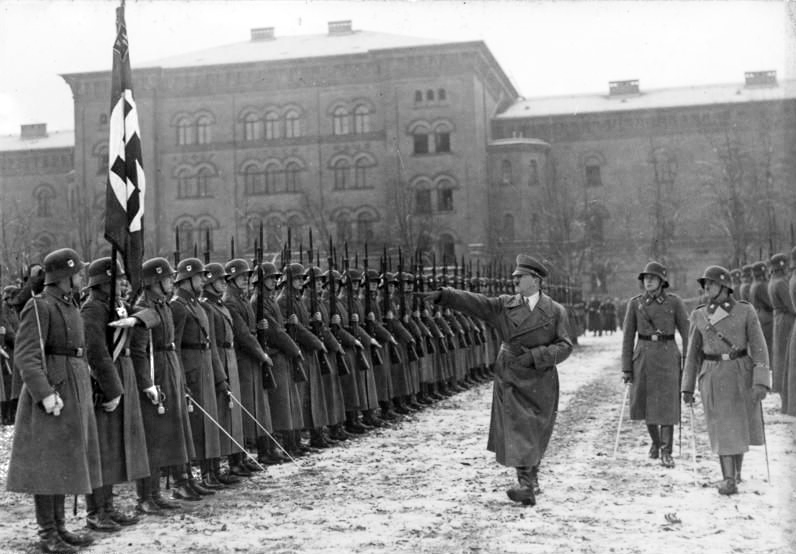
Hitler passant en revue une formation de la « Leibstandarte », Berlin, décembre 1935.

Dans les semaines qui suivent l'accession des nazis au pouvoir, la SS se dote de commandos armés, les Politische Bereitschaften (littéralement « unités politiques »), notamment destinés à pourchasser les opposants et à contrebalancer les troupes de la Sturmabteilung (« la SA »).
Après la purge de la nuit des Longs Couteaux, du 30 juin au 2 juillet 1934, dans laquelle ces unités servent d'exécutants, Adolf Hitler accepte, le 16 mars 1935, malgré les réticences de la Reichswehr, de les fondre en une seule unité, la SS-Verfügungstruppe (abrégée « SS-VT »), dépourvue d'unités de génie et d'artillerie. Le nom de baptême « SS-Verfügungstruppe » signifie d’ailleurs littéralement « troupe SS à disposition », deux mois plus tard, en mai 1935).

« La SS-Verfügungstruppe est organisée pour prendre part à la guerre et combattre sur les champs de bataille. En versant son sang sur le front, elle gagnera le droit moral d'abattre les lâches et les saboteurs de l'intérieur. »

— Heinrich Himmler, 8 novembre 1938.
De 1934 à 1939, la SS-VT coexiste avec la garde rapprochée du Führer, la « Leibstandarte SS Adolf Hitler », créée en 1933, forte d'une centaine d'hommes issus pour la plupart de la SA. Commandée par Sepp Dietrich, cette garde prétorienne reçoit une formation militaire dispensée par le 9e régiment de la Reichswehr.
Une partie des personnels SS dévolue à la surveillance et à la supervision des camps de concentration va, dès 1934, constituer les SS-Totenkopfverbände (littéralement « unités SS à tête de mort »), placées sous le commandement de Theodor Eicke, chargé également de l'inspection des camps, et prendront ce nom en 1936.
Une fois le ministre et chef de l’armée Blomberg écarté au début de l’année 1938, Hitler balaie les réticences des militaires et, le 17 août 1938, réorganise par décret la SS-VT : cette unité constitue à partir de ce moment une division renforcée par l'incorporation d'une partie des membres des SS-Totenkopfverbände (abrégé « SS-TV ») et se voit dotée d'armes lourdes. Le 18 mai 1939, il autorise Heinrich Himmler à verser dans la SS-VT 50 000 hommes de l'Allgemeine SS : la Waffen-SS est « née », même si cette appellation ne devient officielle que le 2 mars 1940. En septembre 1939, on ne compte dans les formations militaires SS (y compris les « centres de formation ») qu'environ 23 000 hommes.
À première vue, l'on peut s'étonner de la réponse favorable apportée à la demande de Himmler et de la SS de se doter d'unités militaires : c'était précisément la demande d'Ernst Röhm et de la SA avant la nuit des Longs Couteaux. Mais le contexte a changé : Hitler a assuré son pouvoir, notamment sur la Reichswehr (depuis 1935, devenue la Wehrmacht) qui n'a plus, comme en 1934, les moyens de s'opposer à lui, d'autant plus qu'il a débarrassé l'armée des ambitions de la SA ; la SS n'a pas la volonté d'influencer le programme et l'action du NSDAP et elle a donné à Hitler de sérieux gages de fidélité lors de la nuit des Longs Couteaux et de la nuit de Cristal. Himmler, qui n'a pas le charisme de Röhm, est d'une fidélité absolue au Führer et ne peut en aucun cas être considéré comme un rival potentiel. De plus, grâce à l'action de Reinhard Heydrich, la SS a fait ses preuves dans la persécution des opposants, puis dans la mise en place et le peuplement des premiers camps de concentration.

## Formation et recrutement

### Formation militaire et endoctrinement politique

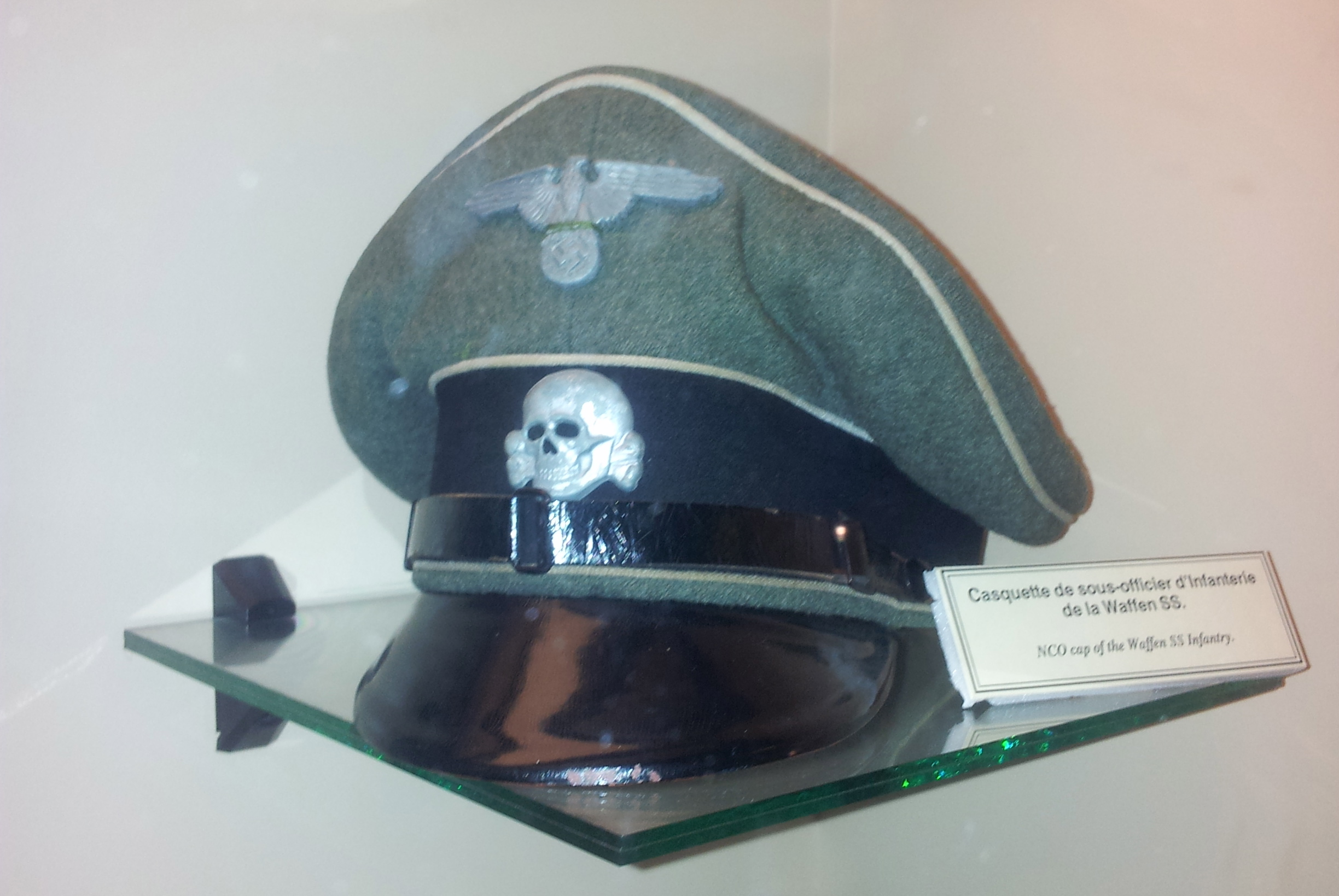
Casquette de sous-officier d'infanterie de la Waffen-SS.

En 1934, le général à la retraite de la Reichswehr, Paul Hausser, rejoint la SS, afin d'assurer une véritable formation militaire aux unités de la SS-VT. Officier prussien traditionnel, élégant et cultivé, il n'a rien de commun avec les compagnons de brasserie bavarois, les voyous de la SA ou les nazis des premiers jours comme Sepp Dietrich. Il n'en met pas moins toutes ses compétences au service de la formation de la VT, future Waffen-SS.
Hausser a pour objectif de doter la VT de toutes les compétences d'une unité militaire traditionnelle. Sa personnalité, la qualité de la formation dispensée dans les écoles militaires de Bad-Tölz et du château de Brunswick contribuent à attirer de nouveaux membres dans la VT.[réf. souhaitée]
Avec Felix Steiner, Hausser trouve à la fois un adjoint et un rival. Steiner ne partage en effet pas les conceptions classiques de Hausser et privilégie une formation plus originale, inspirée des commandos de choc (les Stosstruppen) de la Première Guerre mondiale, mettant l'accent sur le corps à corps, l'utilisation d'armes automatiques et de grenades.
Quelles que soient les différences entre Hausser et Steiner, il est indéniable que les Waffen-SS reçoivent une formation de qualité, au cours de laquelle sont organisées de nombreuses compétitions sportives afin de transformer les recrues en véritables athlètes, mais aussi de développer un esprit de groupe, entre soldats, et entre hommes du rang, sous-officiers et officiers.
Le recrutement et la formation des futurs officiers rompent également avec les traditions militaires. Afin d'éviter le développement d'un esprit de caste, les futurs officiers doivent servir au moins deux ans dans le rang avant d'entrer dans une SS-Junkerschule (en), école d'officiers de la Waffen-SS.[réf. souhaitée]
Les recrues de la Waffen-SS et tout particulièrement leurs officiers reçoivent également une formation « politique » sur les lignes directrices et l'idéologie du parti, imprégnée d'un anticommunisme et d'un antisémitisme radicaux ; cet aspect de la formation suscite de fortes réticences de Hausser et Steiner, nazis convaincus qui veulent dispenser une formation militaire de haut niveau sans trop s'encombrer d'aspects politiques.[réf. souhaitée]
Si les membres de la Waffen-SS n'adhèrent pas en masse aux théories mystiques chères à Heinrich Himmler, ils sont nombreux à délaisser l'Église, à la plus grande satisfaction du Reichsführer.[réf. souhaitée]

« Ensuite, nous avons entrepris le plus important, la formation idéologique, dès le premier jour également. Nous n'avons absolument pas abordé la question religieuse chez les nombreux jeunes de Westphalie, de braves jeunes gens, catholiques, de bonne race, mais infiniment calotins. Dans ces deux divisions, j'ai expressément autorisé tous ceux qui le voulaient à aller à l'église […] L'effet a été de premier ordre : six semaines après, aucun n'y allait plus. »

— Heinrich Himmler devant les Reichsleiter et gauleiters, Posen, 6 octobre 1943.
En dehors de cette formation, le caractère politique de la Waffen-SS, qui fait de ses soldats des nazis fanatiques qui ne discutent jamais un ordre, découle du fait que la majorité de ses recrues et spécialement de ses officiers sont des volontaires et des nazis convaincus avant d'entrer dans la Waffen-SS. C'est d'ailleurs à ces jeunes officiers que Himmler confie la mission de veiller à l'éducation politique, à l'endoctrinement de leurs hommes.[réf. souhaitée]

### Recrutement
À l'origine, les critères de recrutement définis par Heinrich Himmler pour la Waffen-SS comme pour la SS sont particulièrement sévères et traduisent sa volonté de n'accueillir que l'« élite germanique » :

« Ne succombons jamais à la folie du nombre. Si nous maintenons nos exigences actuelles — nous les maintiendrons et les rendrons encore plus sévères —, nous pourrons utiliser au plus 10 % de la jeunesse allemande. Ne fléchissez jamais, je vous en prie, ni pour les conditions d'admission ni pour l'admission elle-même, même si parfois vous n'avez pas autant de candidats et d'aspirants que vous le souhaiteriez. »

— Heinrich Himmler devant des généraux SS, 8 novembre 1937.
Pour être admis, les candidats doivent prouver leur « qualité raciale », cotée selon une échelle de cinq degrés, leur ascendance « aryenne » depuis 1800 pour les hommes du rang et 1750 pour les officiers, l'absence dans leur famille de maladies mentales ou héréditaires.
Les membres de la Waffen-SS se recrutent essentiellement parmi les habitants des campagnes et sont souvent issus de familles dépourvues de traditions militaires : 90 % des officiers de la Waffen-SS sont d'origine paysanne, contre 2 % dans la Reichswehr ; 5 % proviennent de familles de militaires, contre 49 % dans la Reichswehr.
Jusqu'à la fin des années 1930, les candidats à l'incorporation doivent être âgés de moins de vingt-trois ans, mesurer 1,74 m au moins, ne pas porter de lunettes, avoir une bonne dentition, ne pas avoir un passé de criminel ; ils doivent passer des tests sportifs très poussés et un test d'intelligence réduit à sa plus simple expression. Ils doivent aussi et surtout prouver leur engagement nazi sans faille.
Les critères de sélection connaissent cependant un premier assouplissement dès la fin de l'année 1938 ; au fur et à mesure de l'augmentation des effectifs de la Waffen-SS, de l'incorporation d'unités non allemandes, ces critères sont de moins en moins appliqués. En effet, dès 1940, les SS cantonnés en Pologne mènent une politique de recrutement de Volksdeutsche, non germanophones pour certains d'entre eux, envoyés peupler le Gouvernement général selon les termes des échanges de population de 1940. Au fil du conflit, des volontaires de toutes nationalités se présentent : afin de combler les pertes, ces hommes sont enrôlés et encadrés dans leur langue par des Volksdeutsche ou des officiers allemands.

## Expansion de la Waffen-SS
La Waffen-SS se développe continuellement pendant la guerre. Cette expansion passe par la création de divisions, puis de corps d'armée et enfin d'armées entières. En tout près de cinquante divisions - ou projets de divisions - ont existé, certaines d'entre elles n'ayant jamais dépassé la taille d'une brigade. Les divisions, qui ne sont identifiées initialement que par leur nom, sont numérotées à partir d'octobre 1943.
Les divisions de la Waffen-SS appartiennent à trois groupes bien distincts :
- Les divisions SS proprement dites (SS-Divisionen), dont les membres sont des citoyens allemands ou autrichiens qui répondent - au moins initialement - à des critères physiques et ethniques stricts, qui se sont engagés et qui ont été "reçus" dans la SS. Au cours de la guerre, du fait des pertes élevées qu'elles subissent, elles ont très tôt été renforcées par des non-volontaires provenant notamment de la Luftwaffe et de la Kriegsmarine. Il faut d'ailleurs noter qu'après la création de la première "vraie" division SS (SS-VD, devenue par la suite Das Reich), les deux divisions suivantes ont été créées avec des membres d'organisations différentes : gardiens de camp de concentration pour la division Totenkopf et agents de la police du maintien de l'ordre (Ordnungspolizei) pour la division Polizei. Cette dernière unité, en dépit de l'appellation fréquemment utilisée de SS Polizei Division, ne fait d'ailleurs pas partie de la Waffen-SS jusqu'en février 1942[18], ses membres n'ayant pas été recrutés selon les critères de la SS. De plus, leurs uniformes, insignes et grades sont - jusqu'à cette date - ceux de la Police[19].
- Les divisions de "Volontaires de la SS" (SS-Freiwillige divisionen) dont les membres appartiennent aux communautés germaniques (Volksdeutsche) mais ne sont pas citoyens du Reich - c'est-à-dire allemands ou autrichiens - et ne répondent pas tous aux critères de sélection de la SS. Exemple : 11. SS-Freiwilligen-Panzergrenadier-Division « Nordland ».
- les divisions "en arme de la SS" (typiquement Waffen-Divisionen der SS). Elles sont "de la SS" sans que leurs soldats, soient considérés eux-mêmes comme des membres ayant été "reçus" dans la SS, dont ils portent pourtant l'uniforme (mais pas forcément l'ensemble des insignes). Exemple : 33. Waffen-Grenadier-Division der SS “Charlemagne” (franz. Nr.1) (33e division SS Charlemagne).

### Le développement: Allemands etVolksdeutsche

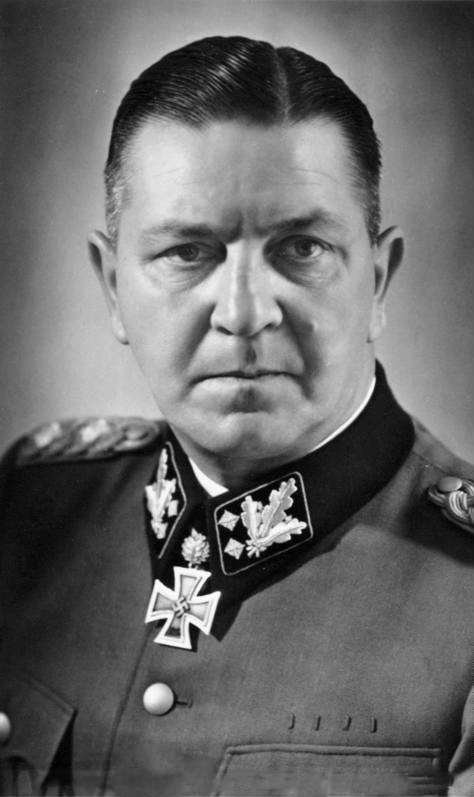
Theodor Eicke, premier commandant de la 3e division SS « Totenkopf ».

Peu après l'arrivée de Hausser, la SS-VT s'agrandit par la création du 1er régiment SS « Deutschland », à Munich et du 2e régiment « Germania » à Hambourg. Après l'Anschluss, le 3e régiment SS, « Der Führer », composé de nazis autrichiens, est créé. Ces trois régiments sont regroupés en octobre 1939 pour constituer la SS-Division-Verfügunstruppe, la future 2e division SS « Das Reich ».
La « Leibstandarte », garde personnelle de Hitler, est transformée en régiment motorisé mais conserve au travers de détachements, sa mission traditionnelle de protection du Führer. Elle est ensuite elle aussi transformée en division, la 1re division SS « Leibstandarte SS Adolf Hitler ».
Sous l'impulsion de Gottlob Berger, lieutenant au cours de la Première Guerre mondiale, nazi fanatique et homme de confiance de Himmler, responsable du SS-Hauptamt sous l'autorité directe du Reichsführer-SS, la VT se transforme en Waffen-SS et commence sa réelle expansion. Dans un premier temps, Berger ouvre des bureaux de recrutement dans tout le Reich, ce qui suscite des conflits avec les responsables locaux de l'Allgemeine-SS, qui veulent garder leurs hommes sous leur seule autorité. En 1938, il incorpore 32 000 nouvelles recrues en huit mois, en 1940, près de 50 000. Malgré l'importance de son rôle de recruteur, Berger ne sera jamais apprécié par les généraux de la Waffen-SS.
Aux 56 000 hommes de la SS-VT fin 1936, s'ajoutent la 3e division SS « Totenkopf », composée d'anciens gardiens de camps de concentration, puis la 4e division SS « Polizei », issue des effectifs de l'Ordnungspolizei (l’OrPo).[réf. souhaitée]
Cette première expansion de la Waffen-SS est freinée par l'OKW, dont le service central de recrutement doit donner son autorisation pour le recrutement de citoyens allemands. Hitler ne s'oppose pas à cette attitude du haut commandement de l'armée allemande, craignant sans doute de voir se diluer l'aspect politique de la Waffen-SS.[réf. souhaitée]
Un accord est cependant passé avec le haut commandement militaire et le chef du Front allemand du travail, Robert Ley, pour dispenser du service du travail les jeunes de 18 à 20 ans qui s'engagent volontairement dans les SS-Totenkopfverbände et les unités de police ou dans les unités combattantes de la SS.
Puisque l'armée s'oppose au recrutement de citoyens allemands ou le limite, Berger tourne ses regards vers les Volksdeutschen, populations d'origine allemande ou germanique disséminées à travers l'Europe. Les premiers volontaires sont issus de Slovaquie : en janvier 1940, ils sont 109 à se présenter dont 58 sont acceptés. Fin 1941, les Volksdeutschen dans la Waffen-SS sont environ 6 200. De mars à mai 1942, 16 000 volontaires hongrois rejoignent la Waffen-SS. En 1943, les Volksdeutschen constituent le quart des troupes de la Waffen-SS ; à la fin de la guerre, ils sont au nombre de 310 000. L'engagement dans la Waffen-SS leur permet d'obtenir immédiatement la nationalité allemande. De plus, ces Volksdeutsche encadrent le plus souvent les unités baltes, slaves et turques formées à partir de 1943, par ailleurs sous-encadrées.

### La montée en puissance: un mélange de nationalités

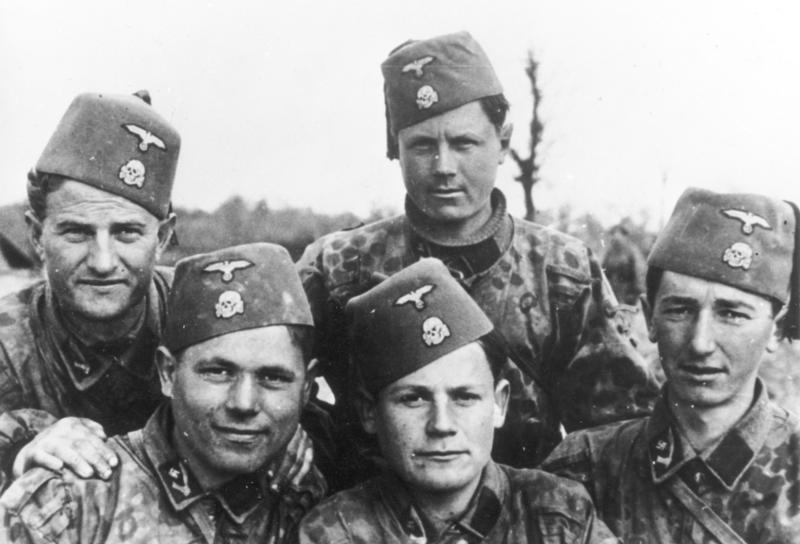
Des soldats de la 13e division SS « Handschar » en 1943.

Pour la fin de l'année 1941, les chiffres officiels de « volontaires allemands de nationalité non-allemande » dans la Waffen-SS sont : 2 399 Danois, 1 180 Finnois, 1 571 Flamands, 4 814 Hollandais, 1 183 Norvégiens, 39 Suédois et 135 Suisses et Liechtensteinois ; en plus on y trouvait 6 200 Volksdeutsche originaires d'Alsace, de Lorraine, du Luxembourg, de Roumanie, de Serbie, de Slovaquie ou de Hongrie. À la même époque, il y avait 24 000 volontaires étrangers dans la Wehrmacht (français, croates, espagnols et wallons). Entre 1941 et 1944, la SS a recruté plus de 300 000 hommes en Europe : 200 000 en Europe de l'Est, 120 000 en Europe de l'Ouest.
Ces efforts de recrutement se tournent également vers les Pays-Bas (23e division « Nederland » et 34e division « Landstorm »), la Belgique (27e division SS « Langemarck » et 28e division « Wallonien »), la France (brigade « Frankreich », 33e division « Charlemagne »), la Norvège et le Danemark (5e division « Wiking », 11e division « Nordland » et le Freikorps « Danmark »). Après l'invasion de l'Union soviétique, la Waffen-SS devient un patchwork de nationalités : on assiste à la création de divisions russes (29e et 30e divisions SS), bosniaque (13e division « Handschar »), croate (23e division « Kama »), ukrainienne (14e division « galicienne no 1 »), albanaise (21e division « Skanderbeg ») et hongroises (25e division « Hunyadi », 26e division « Gömbos-Hungaria »).
À la fin de la guerre, les unités composées de membres issus de pays autres que l'Allemagne représentent près de 70 % des effectifs de la Waffen-SS. De moins en moins germaniques, les troupes de la Waffen SS sont aussi de plus en plus jeunes : en septembre 1943, Gottlob Berger incorpore des recrues de dix-sept ans ; en 1944, il fait appel à la classe de 1928, c'est-à-dire à des jeunes gens de seize ans, pour certains recrutés automatiquement à la sortie du Service du Travail.
La progression du nombre d'hommes de la Waffen-SS est exponentielle : 100 000 hommes en juillet 1940, 220 000 fin 1941, 330 000 fin 1942, 540 000 fin 1943, 910 000 hommes fin 1944. Sur les 38 divisions, les deux tiers sont créés pendant les deux dernières années du conflit dont 15 après l'attentat manqué du 20 juillet 1944, Hitler se défiant de plus en plus de la Wehrmacht. Avec des effectifs, un équipement et un entraînement réduits, la plupart de ces divisions de création tardive ne joueront qu'un rôle mineur, voire nul.[réf. souhaitée]

### Évolution des critères de recrutement et de la motivation
Cette augmentation fait disparaître les critères de recrutement initiaux : à titre d'exemple, il est difficile aux musulmans bosniaques de la division Handschar ou aux Albanais de la division Skanderberg de prouver leur ascendance aryenne depuis 1800. Himmler s'attache cependant aussi à leur encadrement idéologique :

« Il y a un imam dans chaque bataillon. Mais c'est la seule division de ce genre. La prêtraille catholique ou autre n'existe pas chez moi. Dans ce cas, j'ai dans chaque bataillon un imam qui sert de directeur pour la formation idéologique auprès des Bosniaques et des Albanais. J'ai intérêt à ce qu'ils soient très croyants. »

— Heinrich Himmler devant les Reichsleiter et Gauleiter, Posen, 6 octobre 1943.
Cet élargissement du recrutement a aussi des conséquences sur la motivation des troupes et leur profil politique. Si l'incorporation à la Waffen-SS de 179 unités de l'Allgemeine SS, dont les états-majors et troupes de surveillance des camps de concentration ne diluent pas la politisation de la Waffen-SS, il en va bien autrement pour la majorité des recrues non-allemandes. non[réf. souhaitée]
À partir de l'hiver 1943, les Volksdeutschen sont purement et simplement incorporés d'office dans la Waffen-SS. « À la fin de 1943 et au courant de 1944 », écrit Freddy Raphael, « les chefs SS décidèrent, afin de combler les vides dans les rangs et de grossir leurs effectifs, de renoncer à l'engagement volontaire et de recruter des hommes par l'enrôlement ordinaire. En janvier et février 1944, les Alsaciens qui durent se présenter aux conseils de révision furent examinés par un médecin SS : ceux qui répondaient aux critères physiques furent versés, malgré eux, dans la SS ». Une partie du personnel des divisions « Hohenstaufen » et « Frundsberg » est recrutée de force dans les camps de travail.[réf. souhaitée]
De nombreux volontaires étrangers veulent se battre contre le communisme, ou par volonté d'appartenance à la nouvelle Europe proposée par les Allemands, ou bien encore au nom d'un nationalisme dévoyé, mais sans nécessairement adhérer à tous les aspects de l'idéologie nazie ; certains volontaires Baltes, Ukrainiens, ou Bretons pensent également que leur engagement leur permettra d'accéder à l'indépendance, ; certains autres Lettons, Lituaniens, Estoniens et Ukrainiens,,, semblent également portés par l'antisémitisme : dans les jours qui suivent l'arrivée des troupes allemandes, certains habitants de ces régions participent aux pogroms spontanés ou suscités par les Einsatzgruppen,, ou collaborent aux massacres commis par ceux-ci,, ; les Bosniaques de la division « Handschar » espèrent le soutien de l'Allemagne dans leur lutte contre les Tchetniks serbes.
La diversité des origines et des motivations des nouvelles recrues ne diminue en rien les atrocités commises par de nombreuses unités de la Waffen-SS dont l'encadrement était en général composé de vétérans allemands fanatiques. Ainsi, de nombreux Alsaciens et Mosellans des classes 1924 à 1926 furent enrôlés d'office dans la Waffen-SS et furent mêlés, le plus souvent malgré eux, à des atrocités, tel les massacres d'Oradour-sur-Glane ou de Tulle. Mais cet aspect de la Waffen-SS est trop souvent occulté au profit de la légende d'un Ordre noir discipliné et politisé, d'une troupe d'élite dont, en réalité, de nombreuses unités furent inefficaces sur le front ou subirent des désertions en masse, comme la division Handschar. Enfin, afin d'illustrer la diversité de nationalités dans la Waffen-SS, il peut être utile de citer également les exemples d'unités de la Waffen-SS incluant des Indiens (SS Freies Indien Legion) ou des Britanniques (Britisches Freikorps), bien que cette dernière unité ne comprit jamais plus de 27 volontaires.[réf. souhaitée]
Il faut aussi souligner la porosité, les échanges continus entre la Waffen-SS et le dispositif de concentration ou d'extermination : plus de 60 000 gardiens de camps sont incorporés aux unités combattantes de la Waffen-SS qui, à son tour, verse dans le personnel des camps des hommes n'étant plus capables de combattre ; une proportion importante des Einsatzgruppen est constituée à partir de membres de la Waffen-SS qui regagnent leurs unités d'origine à la fin de leur mission exterminatrice. À titre d'exemple, l'Einsatzgruppe A comporte lors de sa création 340 Waffen-SS sur ses 990 membres.

### Effectif maximal des douze premières divisions
| Unité                                      | Effectif maximal | Date          |
| ------------------------------------------ | ---------------- | ------------- |
| division « Leibstandarte SS Adolf Hitler » | 22 100           | décembre 1944 |
| division « Das Reich »                     | 20 100           | juin 1944     |
| division « Totenkopf »                     | 21 115           | juin 1944     |
| division « Polizei »                       | 16 100           | juin 1944     |
| division « Wiking »                        | 19 300           | juin 1944     |
| division « Nord »                          | 20 300           | décembre 1944 |
| division « Prinz Eugen »                   | 21 100           | décembre 1943 |
| division « Florian Geyer »                 | 12 900           | juin 1944     |
| division « Hohenstaufen »                  | 19 611           | décembre 1943 |
| division « Frundsberg »                    | 19 300           | décembre 1943 |
| division « Nordland »                      | 11 740           | juin 1944     |
| division « Hitlerjugend »                  | 21 500           | décembre 1943 |

## Sur le front
Si le recrutement, les promotions et la formation idéologique des Waffen-SS relèvent uniquement de la SS, leur action sur le front dépend du haut commandement de l'armée allemande, l'OKW, et des responsables des théâtres d'opérations. Sur le plan des opérations militaires, les divisions de la Waffen-SS n'ont aucune indépendance et leur marge de manœuvre est la même que celles des unités de la Wehrmacht.

### Opérations militaires

#### Les campagnes de Pologne et de France
Après avoir participé à l'Anschluss, puis à l'annexion des Sudètes et à l'occupation de la Tchécoslovaquie, la Waffen-SS entame ses opérations militaires en 1939.
Le 19 août 1939, les 18 000 membres de la SS-Verfügungstruppe (SS-VT) et 8 000 hommes des SS-Totenkopfverbände (unités « Totenkopf » ou SS-TV) reçoivent leur ordre de mobilisation ; le 1er septembre, les régiments de la Verfügungstruppe, répartis dans quatre divisions de l'armée de terre, participent à la campagne de Pologne, les unités « Totenkopf » étant chargées d'opérations de nettoyage à l'arrière du front. En effet, la décision fut prise de ne pas employer les unités de la VT avec un commandement propre mais de les répartir dans diverses unités de la Wehrmacht (comme la nouvelle Panzer-Division Kempf). Pour le général de la Wehrmacht, Johannes Blaskowitz, le régiment motorisé de la « Leibstandarte SS Adolf Hitler » est « une unité moyenne, encore inexpérimentée, [qui n'a] rien d'extraordinaire ». Il proteste également contre les exactions des Totenkopf, qui massacrent des milliers de personnes : « Les sentiments de la troupe envers la SS et la police oscillent entre la répulsion et la haine. Tous les soldats sont pris de dégoût et de répugnance devant les crimes commis en Pologne ». Les militaires se plaignent par ailleurs que les soldats de la « Leibstandarte » mettent le feu aux villages polonais « par routine ». Ces critiques ont une suite que n'attendaient pas leurs auteurs ; le 17 octobre 1939, Himmler obtient la promulgation d'un décret relatif à une juridiction spéciale en matière pénale pour les membres de la SS et de la police en mission spéciale : les membres de la Waffen-SS ne peuvent plus être traduits devant les conseils de guerre de l'armée mais relèvent uniquement du jugement de magistrats SS, désignés par le Führer sur proposition d'Himmler.
D'après Georges H. Stein, la contribution des SS à cette campagne est « modeste mais non négligeable » ; les lourdes pertes enregistrées sont imputées, par la Wehrmacht, à l'insuffisance de la formation des officiers SS.
Lors de la campagne de France, la Waffen-SS, officiellement reconnue en tant que telle par l'OKW depuis le 8 mars 1940 aligne trois divisions et demie contre 157 pour l'armée. Contrairement à une légende tenace, les divisions de la Waffen-SS ne disposent à ce moment pas du meilleur matériel, comme de canons d'assaut, mais elles ont l'avantage d'être entièrement motorisées. Elles doivent une partie de leur armement aux manœuvres de l'Oberführer Gärtner, qui agit en matière d'équipement comme Gottlob Berger pour le recrutement. Pour passer outre aux réticences de l'OKW, il contourne les services de l'armée et échange, avec Fritz Todt, armes et munitions contre 20 000 travailleurs forcés polonais. Un nouvel accord du même ordre est passé entre Heinrich Himmler et le successeur de Todt, Albert Speer en 1942 : en échange de main d'œuvre en provenance des camps de concentration, la SS peut disposer de 5 à 8 % de la production des usines d'armement.
Si la Waffen-SS subit de lourdes pertes, notamment en raison des déficiences de commandement de Theodor Eicke à la tête de la division « Totenkopf », pour qui « les pertes n'ont aucune importance », elle ne participe à aucune action décisive. Comme en Pologne, elle se fait remarquer par sa cruauté, notamment en assassinant près de deux cents prisonniers de guerre britanniques en France, au Paradis, près de Béthune, puis à Wormhout (massacre de Wormhout).[réf. souhaitée]

#### Sur le front de l'Est: offensive et défensive

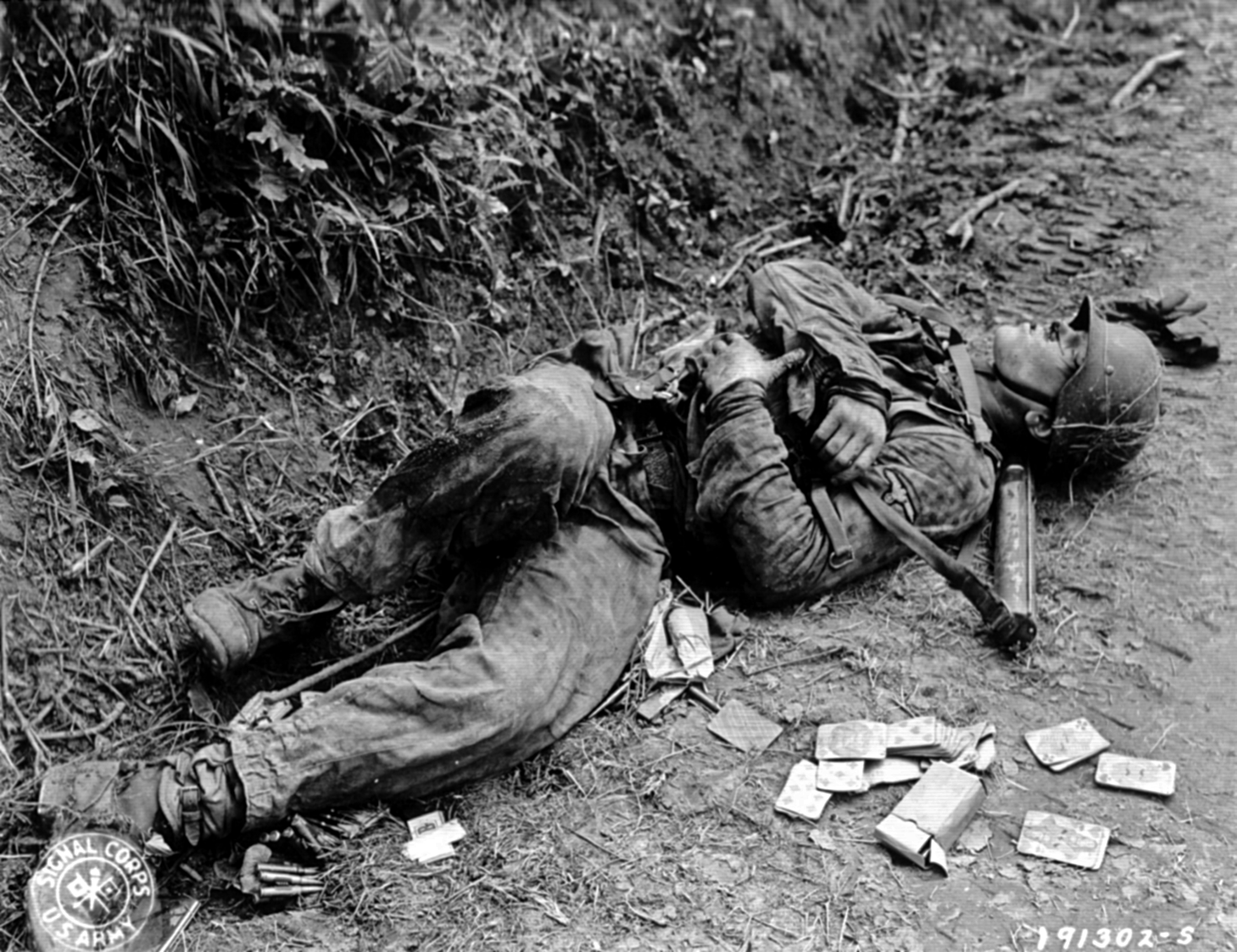
Soldat de la Waffen-SS mort au combat pendant la bataille de Normandie (juin 1944).

Le 22 juin 1941, cinq divisions de la Waffen-SS prennent part à l'invasion de l'Union soviétique. Elles sont entièrement motorisées mais elles ne disposent pas de blindés. Plus aguerris au combat qu'en Pologne ou en France, le caractère fanatique des officiers de la Waffen SS conduisent à de lourdes pertes. À partir de 1941, le niveau des divisions de la Waffen SS devient hétérogène. Des divisions comme la Leibstandarte Adolf Hitler ou la division Das Reich, qui ont combattu en Pologne, en France, et en Grèce pour la LSSAH, ont dorénavant l'expérience du combat. Pour d'autres, comme la Gebirgs-Division Nord, qui manque sévèrement d'entraînement, le déroulement de la guerre est tout autre. En Finlande en août 1941 par exemple, deux régiments s'enfuient face à une attaque soviétique, ; toujours sous le commandement de Eicke, totalement opposé à la formation plus classique de Hausser, la division Totenkopf est saignée à blanc : sur les 17 000 soldats qu'elle compte au début de l'offensive, 12 000 sont hors de combat en mars 1942.
En 1941-1942, la Waffen-SS ne se distingue pas particulièrement des unités régulières, sauf par sa brutalité. Ses performances et ses pertes sont comparables à celles de la Wehrmacht.[réf. souhaitée]
En 1942, les divisions « Leibstandarte SS Adolf Hitler », « Das Reich », « Totenkopf » et « Wiking » sont transformées en divisions blindées et dotées du meilleur matériel. Elles se révèlent alors particulièrement utiles et combatives jusqu’à la fin du conflit, en participant à la plupart des engagements majeurs, notamment lors de l'avancée vers les champs pétrolifères du Caucase. D'autre part, les divisions « Polizei » et « Prinz Eugen » ne sont quasiment engagées que dans la lutte contre les partisans. En raison de son mauvais équipement, cette dernière est même considérée comme une affectation punitive.
Sous le commandement de Paul Hausser, les divisions Leibstandarte Adolf Hitler, Das Reich et Totenkopf participent à la tentative avortée de dégager Stalingrad de l'encerclement russe, en décembre 1942. Ce même corps blindé prend une part active aux contre-offensives allemandes de février et mars 1943 et à la reconquête de Kharkov, puis à la bataille de Koursk. C'est à cette époque que la Waffen-SS acquiert la réputation de « pompier du front », tentant de renforcer la Wehrmacht partout où celle-ci peut être débordée.
Fin 1943 et début 1944, les divisions blindées de la Waffen-SS sont sur tous les points chauds du front de l'Est. En février 1944, la division Wiking et la brigade Wallonie, épaulées par la Leibstandarte Adolf Hitler, brisent leur encerclement par l'Armée rouge à Tcherkassy ; en avril 1944, le deuxième corps blindé SS, venu de France, dégage les troupes accrochées par les russes à Kamenz-Poldosk. De tels faits d'armes sont toutefois également accomplis par des unités de la Wehrmacht, dont certaines divisions comme la Grossdeutschland, disposent aussi de l'équipement le plus performant comme le char Panther ou le chasseur de chars Elefant. « Pendant les deux dernières années du conflit, les divisions [blindées] de la Waffen SS ralentirent fréquemment et arrêtèrent souvent d'une façon temporaire l'avance inexorable des Soviétiques ». Sur un plan plus général, comme en 1941, les réussites et les échecs de la Waffen-SS sont du même ordre que ceux de l'armée ; comme en 1941 encore, elle se distingue par le nombre de ses crimes de guerre et par le fanatisme de la majeure partie de ses troupes.[réf. souhaitée]

#### Derniers combats: des Ardennes à Berlin

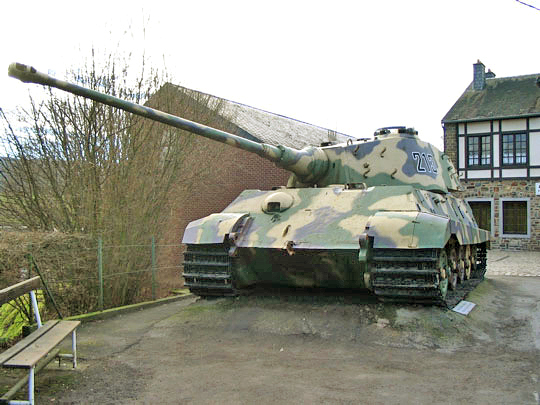
Char Tigre II abandonné par le Kampfgruppe Peiper à La Gleize en décembre 1944.

Durant la bataille de Normandie, la Waffen SS constitue l'ossature de la défense allemande, avec les divisions Leibstandarte Adolf Hitler, Das Reich, Hitlerjugend, Götz von Berlichingen, Hohenstaufen et Frundsberg. Ces deux dernières divisions bloquent les parachutistes anglais et polonais à Arnhem, aux Pays-Bas, au cours de l'opération Market Garden, en septembre 1944. Lors de cette bataille, Wilhelm Bittrich, le commandant de la division Hohenstauffen, accorde une trêve de deux heures aux parachutistes anglais pour permettre l'évacuation de 2 000 blessés, qu'il fait soigner dans les hôpitaux militaires allemands.
Avec ses quatre divisions, notamment dotées de Panzerkampfwagen VI Königstiger, la VIe armée blindée SS est le fer de lance de la bataille des Ardennes déclenchée le 16 décembre 1944.
Après les Ardennes, Hitler envoie les formations de la Waffen SS en Hongrie, pour secourir les troupes prises au piège dans Budapest par l'armée rouge. Les tentatives de dégagement des divisions Totenkopf et Wiking échouent.[réf. souhaitée]
C'est encore à la Waffen-SS que Hitler confie, en mars 1945, sa dernière « offensive miracle », l'opération Frühlingserwachen (« L'éveil du printemps »), visant à écraser les forces russes près du lac Balaton. L'opération, totalement chimérique, échoue elle aussi après une percée de moins de vingt kilomètres : impuissante face aux contre-attaques soviétiques, la Waffen-SS bat en retraite, malgré les ordres formels de Hitler.
Des éléments de la Waffen-SS participent à la bataille de Berlin : la défense du centre-ville est confiée au SS-Gruppenführer Wilhelm Mohnke, des éléments de la division Nordland. Des SS français et lettons font partie du dernier carré des défenseurs. C'est encore à la Waffen-SS que Hitler fait appel dans la soirée du 21 avril 1945 en ordonnant à Felix Steiner de lancer une contre-offensive avec le troisième corps d'armée SS Germanische, qui ne compte en réalité plus que trois bataillons et quelques chars. Steiner refuse d'attaquer, ce qui déclenche une véritable crise de rage chez Hitler.

#### Pertes et valeur militaire
Pour certains auteurs, dont Heinz Höhne, la Waffen-SS a subi des pertes nettement plus importantes que la Wehrmacht et a fait preuve d'une plus grande valeur militaire. Selon d'autres ouvrages plus récents, comme celui de Guido Knopp, le bilan des opérations militaires de la Waffen-SS est mitigé et globalement comparable à celui de la Wehrmacht, avec des niveaux de pertes du même ordre.[réf. nécessaire]
Cette seconde analyse semble confirmée par des études comme celles d'Omer Bartov et de Christian Ingrao. En ce qui concerne les prouesses militaires, les divisions les plus efficaces de la Waffen-SS, essentiellement les divisions blindées, qui gardent leur esprit combatif dans toutes les circonstances et jusqu'au dernier jour du conflit (Leibstandarte Adolf Hitler, Das Reich…), sont fort proches de celles réalisées par les meilleures divisions de la Wehrmacht, comme la division Gross Deutschland ou la Panzerlehr.[réf. nécessaire]
Si l'on compte beaucoup de membres de la Waffen-SS dans le dernier carré de la défense de Berlin, on y retrouve aussi des soldats de la Wehrmacht, de la Luftwaffe, des membres des jeunesses hitlériennes, du Volkssturm et même de la Kriegsmarine.[réf. souhaitée]

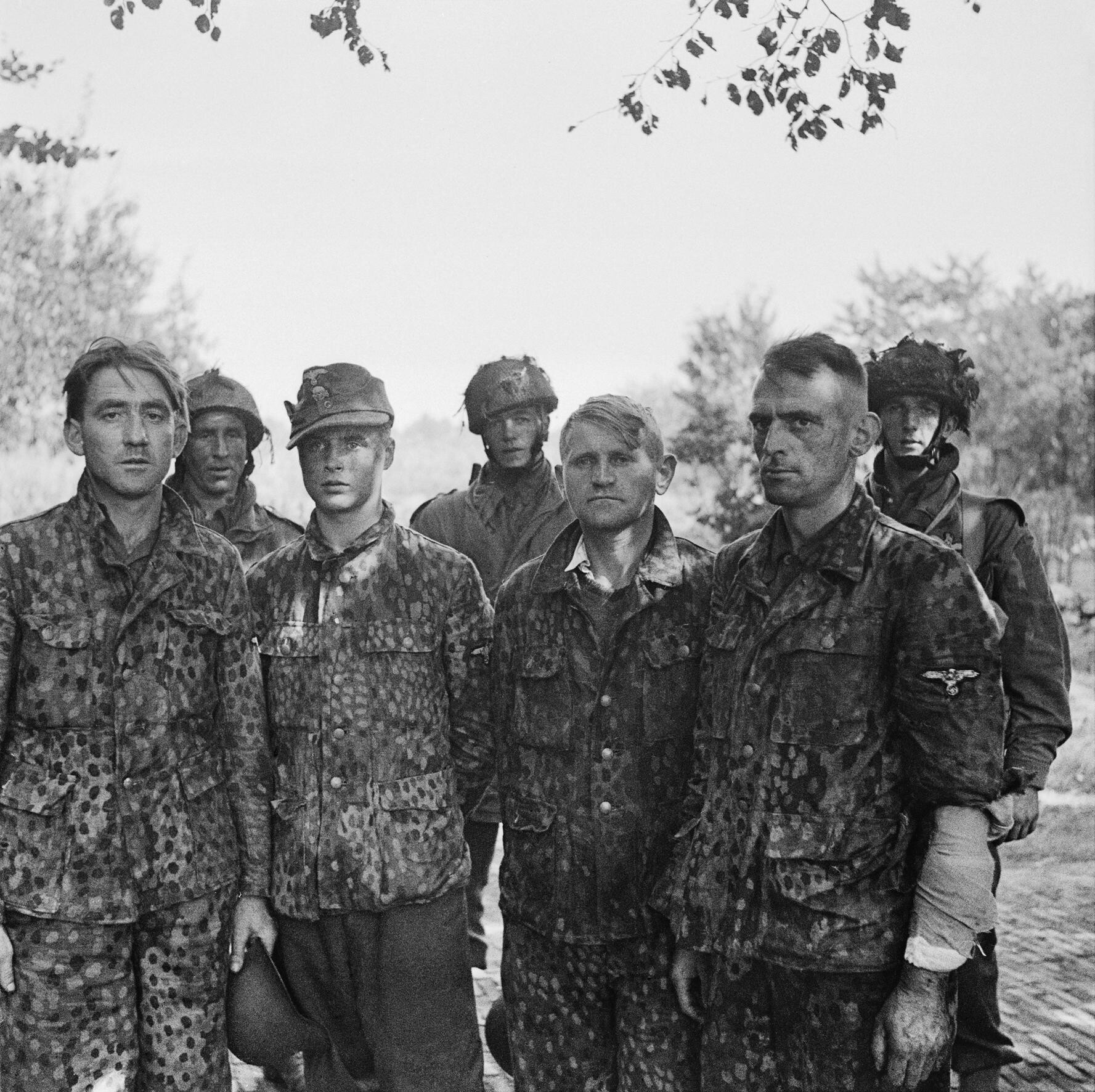
Soldats de la Waffen-SS faits prisonniers à Arnhem le 18 septembre 1944.

En ce qui concerne les chiffres des pertes, ceux de la division Totenkopf — qui sur ses 17 000 hommes en état de combattre fin juin 1941 en a perdu 12 000 en mars 1942 —, ou de la division Hitlerjugend — avec 8 000 soldats hors de combat en septembre 1944 sur un effectif de départ de 20 000, soit un taux de pertes semblable à celui de la Panzerlehrdivision de l'armée —, sont effectivement impressionnants. Il en va de même pour les pertes de la Wehrmacht sur le front de l'Est : la 12e division d'infanterie perd un tiers de ses effectifs, soit 4 200 hommes entre juin et décembre 1941 ; la dix-huitième Panzerdivision perd plus la moitié de son effectif initial et les quatre-cinquièmes de ses officiers de départ de juin 1941 à mars 1942 ; fin 1943, au sein de la division Grossdeutschland, un sous-lieutenant chef de la sixième compagnie de grenadiers a une durée de commandement effective d'un peu plus d'une semaine, avant d'être mis hors de combat pour cause de blessure ou de mort au front. En ce qui concerne les pertes des 36 divisions allemandes engagées dans la bataille de Normandie, les taux des divisions SS oscillent entre 22 et 46 % de leur effectif initial ; ceux des unités de la Wehrmacht et de la Luftwaffe entre 14 et 100 % ; parmi les 14 divisions ayant subi des taux de perte supérieurs à 50 %, il n'y a aucune division de la Waffen SS.
Selon Jean-Luc Leleu, ces pertes nombreuses sont dues autant au manque de valeur professionnelle des unités SS qu'à leur audace et leur témérité. Elles manquent en effet de l'instruction nécessaire aux combats d'infanterie et de l'expérience tactique requise pour utiliser efficacement les blindés. Les officiers SS ont tendance à préférer les attaques frontales à des manœuvres plus élaborées, ce qui entraîne de nombreuses pertes en hommes et en matériel - mais cette hardiesse contribue à maintenir à niveau les unités SS dans les deux dernières années de la guerre.
Si la Waffen-SS a l'image d'une organisation d'élite, cela est dû non seulement à la propagande nazie, qui documente largement ses faits d'armes, mais aussi à la fierté éprouvée par les unités alliées victorieuses de troupes SS.
Par contre, en ce qui concerne les exactions contre les populations civiles, les massacres de prisonniers ou la féroce répression des partisans, la Waffen-SS se distingue nettement de la Wehrmacht, même si celle-ci commit également de nombreux crimes de guerre, essentiellement sur le front de l'Est.[réf. nécessaire]

### Crimes de guerre

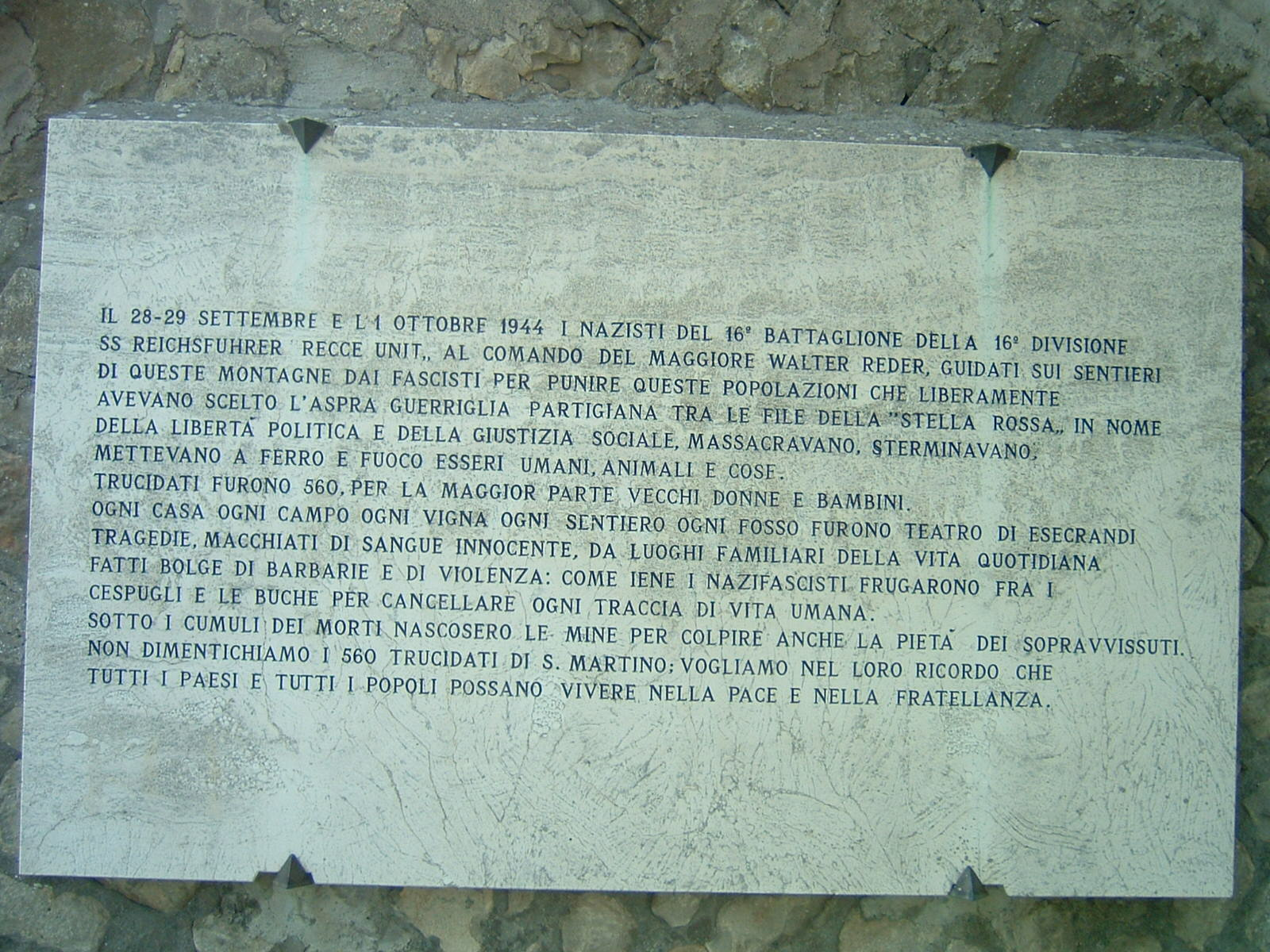
Plaque commémorative dans le parc de Monte Sole.

« Pendant les combats pour la prise de Kharkov, notre réputation nous précédait : nous avions en effet la réputation d'éveiller la peur et de semer la terreur : c'est une arme extraordinaire, et il ne faut pas la laisser s'affaiblir, il faut au contraire toujours la renforcer. »

— Heinrich Himmler devant des officiers SS, Kharkov, 24 avril 1943
Durant toute la durée de la guerre, la Waffen-SS fait preuve d'une brutalité et d'une sauvagerie généralisées, dont le caractère systématique ne se retrouve pas dans les nombreux crimes de guerre commis par l'armée régulière.

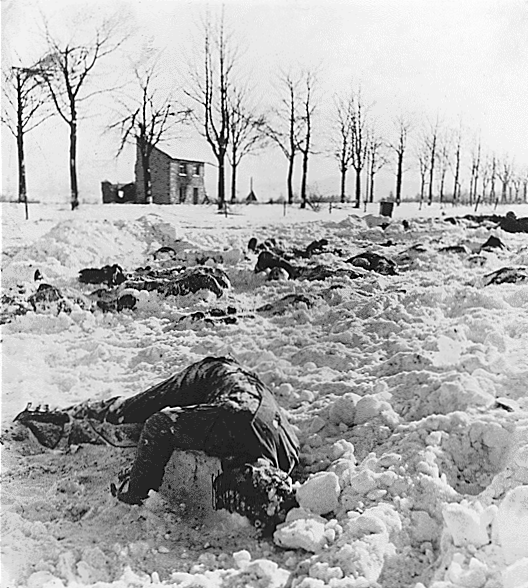
Les corps des victimes du massacre de Baugnez (tuées en décembre 1944, retrouvées et photographiées le mois suivant).

Contrairement à ce qu'affirment le Generaloberst de la SS Paul Hausser et le Obergruppenführer Felix Steiner dans leurs mémoires, même si ces deux généraux n'ont pas été condamnés pour crimes de guerre, et compte tenu de la liste ci-dessous, loin d'être exhaustive, qui reprend quelques crimes de guerre bien documentés, les Waffen-SS ne furent pas des soldats comme les autres.[réf. nécessaire]
- 1re division SS « Leibstandarte SS Adolf Hitler », meurtre de 85 prisonniers à Wormhoudt en mai 1940[55] et massacre de Baugnez lors de la bataille des Ardennes.

Le massacre de Baugnez peut être considéré comme une transposition à l'Ouest des pratiques courantes sur le front de l'Est, où les prisonniers de guerre soviétiques, considérés comme des Untermensch par l'idéologie nazie, étaient généralement massacrés ou condamnés à périr par la faim et les mauvais traitements. Par contre, l'assassinat des prisonniers britanniques à Wormhoudt est largement antérieur aux comportements observés sur le front de l'Est : il résulte vraisemblablement de l'endoctrinement des troupes pour qui un combattant ennemi est aussi un adversaire du Reich, et donc de la nation allemande, qui mérite d'être éliminé.[réf. souhaitée]
- 2e division SS « Das Reich », participation aux tueries de l'Einsatzgruppe B sur le front de l'Est, assassinats dans le Lot, Lot-et-Garonne et en Tarn-et-Garonne en mai et juin 1944, dont les tragédies de Laclotte et à Saint-Pierre-de-Clairac; massacre d'Oradour-sur-Glane et massacre de Tulle.
- 3e division SS « Totenkopf », massacre de cent prisonniers britanniques, au Paradis, près de Béthune, le 27 mai 1940[55], et de soldats sénégalais et marocains qui s'étaient rendus, à la fin de la campagne de France[75], atrocités pendant la retraite de Kharkov en automne 1943[76]. Elle est également responsable de l'assassinat de plus de 250 civils dans le nord de la France entre le 19 et le 27 mai 1940, le nombre des assassinats de prisonniers et de civils suivant la courbe des pertes de la division[77].
- 4e division SS « Polizei », avec 223 victimes civiles à Klissura en avril 44[78] et 217 à Distomo, en Grèce, le 10 juin 1944[79].
- 5e division SS « Wiking », assassinat de six cents Juifs galiciens en Ukraine[80],
- 7e division SS « Prinz Eugen », assassinat de deux mille Croates en Dalmatie le 28 mars 1944[81].
- 8e division SS « Florian Geyer », quatorze mille victimes dans les marais du Pripet en août 1941.

Sous le commandement d'Hermann Fegelein, les sections montées des deux premiers régiments de cavalerie commencent leur action le 30 juillet 1941, à 7 h du matin. Après un entretien avec le chef supérieur de la SS et de la Police, Erich von dem Bach-Zelewski, Fegelein fait savoir à ses troupes que tous les Juifs doivent être fusillés et les femmes chassées dans les marais. Le deuxième régiment applique ces ordres à la lettre, bien que nombre de ses hommes déplorent que chasser les femmes et les enfants n'ait pas eu le résultat espéré, les marais n'étant pas assez profonds pour qu'ils s'y noient. Quant au premier régiment, il assassine tous les Juifs, hommes, femmes et enfants.
- 12e division SS « Hitlerjugend », massacre d'Ascq, près de Lille le 2 avril 1944, sous les ordres de l’Obersturmführer Walter Hauck et assassinat de 115 prisonniers canadiens en Normandie en juin 1944[83],
- 13e division SS « Handschar » : nombreuses exactions en Croatie, dont vraisemblablement l'extermination de tous les habitants du village orthodoxe de Bela Crkva[84].
- 14e division SS « galicienne no 1 » : massacre des mille habitants du village polonais de Huta Pieniacka (Ukraine), le 28 février 1944[85][g].

- 16e division SS « Reichsführer SS », avec plus de deux mille victimes en Italie, dont 560 à Sant'Anna di Stazzema à l'été 1944 et 770 à Marzabotto fin septembre 1944, fusillades massives de plusieurs milliers de civils italiens sur le front de l'Arno en août 1944[88].

Le massacre de Marzabotto est particulièrement révélateur de la différence de comportement entre la Wehrmacht et la Waffen-SS. Lors d'une première opération de représailles contre les partisans de Stella rossa, en mai 1944, l'armée régulière incendie plusieurs habitations et assassine cinq hommes adultes ; dans le même contexte, quatre mois après, la Waffen-SS élimine toute la population civile, femmes, enfants, vieillards et quelques hommes. Il s'agit du plus important massacre de civils sur le front de l'Ouest.
- 21e division SS « Skanderbeg », massacre des 800 habitants du village de Velika, le 28 juillet 1944 et de 673 civils dans les hameaux des alentours[90].
- 29e division SS (russe no 1), brigade RONA, plus connue sous le nom de brigade Kaminski, répression de l'Insurrection de Varsovie,
- 36e division SS, plus connue sous le nom de Brigade Dirlewanger, deux cents villages biélorusses connaissent le même sort qu'Oradour

Lors de la répression de l'insurrection de Varsovie, du 5 août à fin septembre 1944, on estime que la brigade Dirlewanger a mis à mort quelque 30 000 civils, partisans de l'Armia Krajowa, mais aussi hommes, femmes et enfants. De la Biélorussie en février 1942 à sa disparition vers le 25 avril 1945, cette unité fut responsable de la mort d'au minimum 60 000 personnes, pour la plupart civiles.
- 1re brigade d'infanterie SS motorisée, composée des 8e et 10e régiments d'infanterie : massacres de dizaines de milliers de Juifs à Kamenets-Podolski, Dniepropetrovsk et Rovno[91].
- 51e brigade SS de Panzergrenadiers : massacre de 68 personnes, âgées de 6 mois à plus de 70 ans, le 24 août 1944 à Buchères (France)[92].

## L’après-guerre
Lors du procès de Nuremberg, la SS, dont la Waffen-SS fait partie intégrante, est condamnée comme organisation criminelle. Aucun membre de la Waffen-SS ne figure parmi les vingt-quatre accusés du premier procès de Nuremberg, ni parmi les suivants et aucune action judiciaire n'est menée contre la Waffen-SS en tant que telle ou contre ses principaux dirigeants.[réf. souhaitée]
Dans les années qui suivent s'égrènent les procès des responsables des différents massacres, de celui de Baugnez en 1946 à celui d'Oradour en 1953. Pour Baugnez, 43 condamnations à mort et 22 peines de prison à perpétuité sont prononcées en 1946. Notamment à la suite de vices de forme, tous les condamnés sont libres en 1956. Les deux condamnés à mort d'Oradour sont libérés en 1959, les tueurs d'Ascq, condamnés à mort ou à perpétuité sont libres en 1957 ; le responsable du massacre de Marzabotto, condamné à perpétuité par l'Italie en 1951 est rapidement gracié à la suite de l'intervention du gouvernement autrichien.[réf. nécessaire]
Les peines les plus lourdes sont celles qui ont été prononcées lors du procès de massacre de Baugnez, les plus légères celles du procès d'Oradour. Comme le souligne Claudia Moisel, c'est dans l'immédiat après-guerre que les peines sont les plus lourdes alors que les procès menés dans les années 1950, dans le cadre de la dénazification, débouchent sur des verdicts beaucoup plus cléments pour des raisons d'ordre politique et dans un contexte de guerre froide.
Le peu de poursuites contre des membres de la Waffen-SS s'explique aussi par la volonté des militaires et de nombreux hommes politiques allemands de tourner la page, notamment dans l'optique de la création de la Bundeswehr. Un an après la création de la République fédérale d'Allemagne, les anciens dignitaires de la Wehrmacht publient le Manifeste de Himmerod qui pose comme condition au réarmement la réhabilitation des soldats de la Wehrmacht et l'arrêt des poursuites contre les « pseudo-criminels de guerre qui n'avaient fait qu'obéir aux ordres de leur supérieurs ». Ce climat explique les propos du chancelier Konrad Adenauer qui déclare en août 1953 à Hanovre que « les unités de la Waffen ont été des soldats comme les autres ».
« La plupart des membres des Einsatzgruppen, de la police de l'ordre, des commandos Totenkopf, de la Waffen-SS et d'autres organisations SS, coupables de la tuerie à l'Est pendant la Seconde Guerre mondiale, n'ont été ni mis en accusation, ni condamnés et, en toute impunité, ils sont restés en liberté ».
À la fin des années 1950, le Bundestag permet donc à 159 officiers jusqu'au grade d'Obersturmführer, 330 sous-officiers et 210 hommes de troupe de la Waffen-SS d'intégrer la Bundeswehr en cours de formation.[réf. souhaitée]
Fondée en 1951, par Paul Hausser, Felix Steiner, Sepp Dietrich et Kurt Meyer, la Hilfsgemeinschaft auf Gegenseitigkeit der ehemaligen Angehörigen der Waffen-SS (HIAG) fait tout ce qui est possible pour réhabiliter la mémoire de la Waffen-SS et de ses membres. Forte, dans les années 1960, de 7 000 membres sur les 250 000 vétérans de la Waffen-SS en Allemagne de l'Ouest, elle organise de nombreuses réunions d'anciens combattants et a plusieurs publications périodiques. Lors d'une de ses réunions, à Karlberg (Bavière), Kurt Meyer déclare en 1957 devant 8 000 membres de l'association que « les troupes de la SS n'ont commis aucun crime sauf le massacre d'Oradour et celui-ci ne fut que l'acte d'un seul homme ». La HIAG est dissoute en 1992.
Les ouvrages écrits par d'anciens membres de la Waffen-SS, comme Otto Skorzeny, Kurt Meyer, condamné comme criminel de guerre ou Saint-Loup contribuent à entretenir le concept d'une Waffen-SS « troupe d'élite ». Le titre du livre de Paul Hausser, Soldaten wie andere auch (Des soldats comme les autres), illustre bien l'objectif visé par cette littérature.[réf. nécessaire]